# バンクシー・ダズ・ニューヨーク
『バンクシー・ダズ・ニューヨーク』（英語: Banksy Does New York）は、バンクシーのプロジェクト『ベター・アウト・ザン・イン』について、クリス・モーカーベルが監督した2014年のHBO製作のドキュメンタリー映画である。
このドキュメンタリーは、2013年10月にバンクシーが1ヶ月間ニューヨークにレジデンシーを置いた様子を取り上げ、作品を追いかけるニューヨーカー達の熱狂と翻弄を描いている。

## あらすじ
世界的に有名で、熱狂的なファンを多く抱える正体不明の路上芸術家であるバンクシーが、予告もなく、そして誰に招聘されるでもなく、2013年10月の1カ月間ニューヨークに勝手にレジデンシーを置くことを発表した。10月の31日間の間、毎日新しい芸術作品を１点、合計31点を発表するというのだった。
しかし、インスタグラムのアカウント経由で発表で発表されるそれらの作品は、設置もしくは展示場所は提示されておらず、それを探し当てようとするそれぞれの思惑を持った人々がニューヨークの街中を駆け回るのだった。
しかし、比較的特定が容易な壁に描かれたグラフィテイもあれば、街中を走行する装飾トラックなど移動型作品や、売れない画家を装ってバンクシーの作品を廉価で路上販売していたりと、一筋縄ではいかないものもあり、さらには多くの人々が展示場所に到着する頃には、既に汚損されたり、盗難に遭っている作品もあり、人々は翻弄されると同時に、「お宝探し」に熱中していくのだった。

## 映画に登場するアートワーク
このドキュメンタリーで撮影され描写された芸術作品の中には、セメント製のスフィンクス、ニューヨークのさまざまな食肉処理場や食肉市場の前で運転されたり駐車された動く家畜パペット群が搭載されたトラック、セントラルパークで1枚60ドルで1日販売され、その後それぞれ数十万ドルの価値があると推定された絵画、そして慈善中古品店から買い取った既存の風景画に、平和的に座りその風景を眺めるナチスの格好をした男の「落書き」が描き加えらた『ザ・バナリティ・オブ・ザ・バナリティ・オブ・イヴィル（原題: The Banality of the Banality of Evil、直訳: 悪の陳腐さの陳腐さ）』（この絵画は同じ慈善中古品店へ寄付として返却された）がある。

## 製作
バンクシー自身がこの映画製作へ関与しているとは報じられていないが、映画クレジットの「特別な感謝」セクションにその名前が登場する。